# Morska resa
Morska resa (resa; lat. Cymodocea), rod vodenog bilja (morskih trava) iz porodice Cymodoceaceae, dio reda žabočunolike. Postoje tri vrste koje žive u vodama Mediterana, Makaronezije, te od Crvenog mora do Madagaskara i na istok do zapadnog Pacifika i Australije.
Jedina vrsta u Hrvatskoj je Cymodocea nodosa.

## Vrste
1. Cymodocea angustata Ostenf.
2. Cymodocea nodosa (Ucria) Asch.
3. Cymodocea rotundata Asch. & Schweinf.